# 中島スポーツ広場

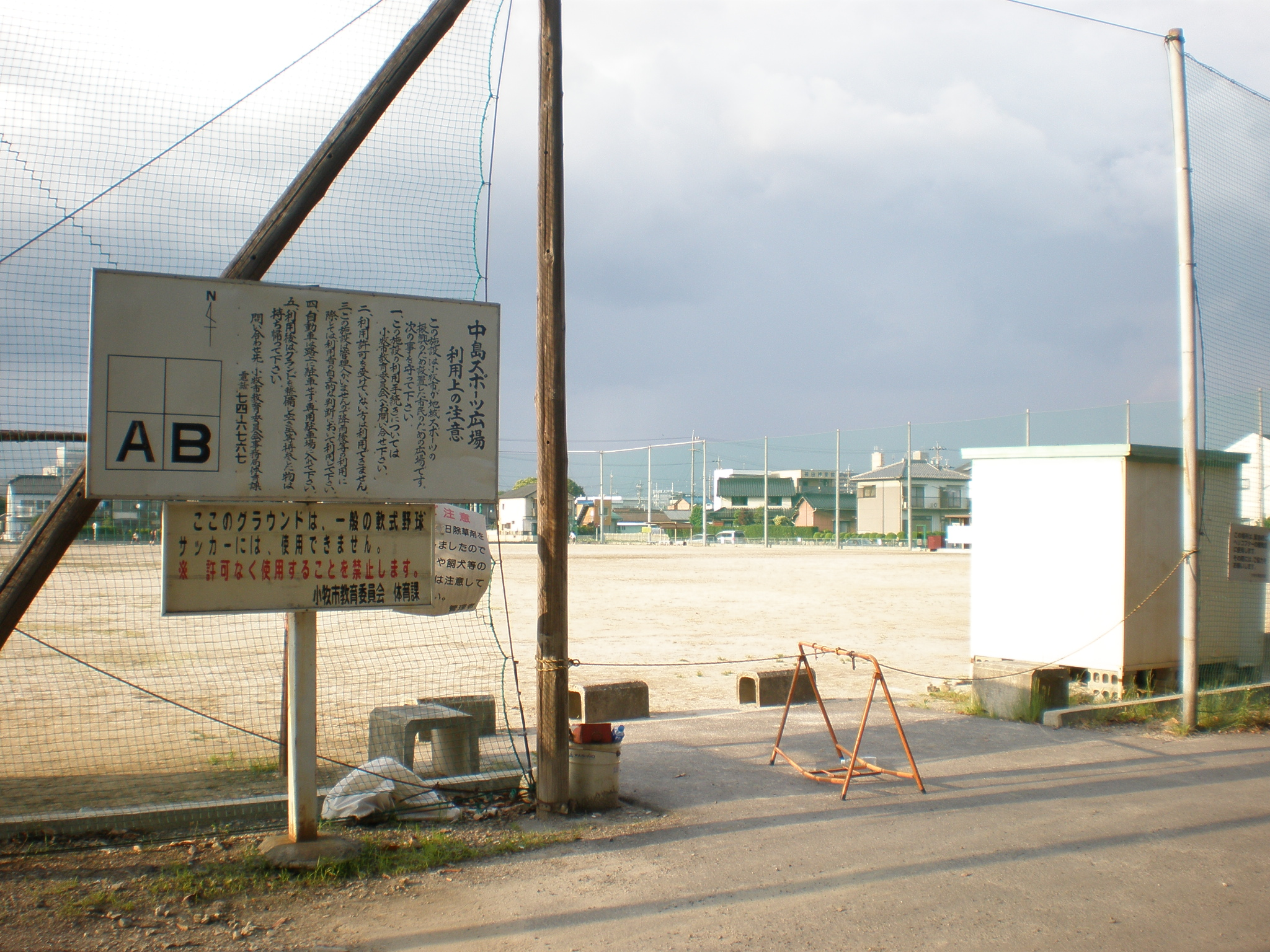
中島スポーツ広場

中島スポーツ広場（なかしまスポーツひろば）は、愛知県小牧市にあるスポーツ施設である。

## 概要
治水対策の施設も兼ねている。
野球専用のグランドが2面設けられている。利用料金は無料。南側には市之久田中央公園が隣接する。

## 所在地
- 愛知県小牧市常普請3丁目1

## 交通手段
- こまき巡回バスと名鉄バスの「外堀1丁目」停留所下車、徒歩で約1分。

## 周辺
- 市之久田中央公園
- カトリック名古屋教区 - 小牧教会
- 愛知県道451号名古屋外環状線
- 愛知県道25号春日井一宮線